# Harry Rosenswärd
Otto Harry (Harry) Rosenswärd (Karlskrona, 20 april 1882 – Stockholm, 16 juli 1955) was een Zweeds zeiler die meedeed aan de Olympische Zomerspelen 1912. Hij maakte deel uit van de bemanning van de Zweedse boot Kitty, waarmee de gouden medaille werd behaald in de 10 meter-klasse.
1912: Filip Ericsson / Carl Hellström / Paul Isberg / Humbert Lundén / Herman Nyberg / Harry Rosenswärd / Erik Wallerius / Harald Wallin ·
1920 (model 1907): Erik Herseth / Sigurd Holter / Gunnar Jamvold / Petter Jamvold / Claus Juell / Ingar Nielsen / Ole Sørensen ·
1920 (model 1919): Charles Arentz / Otto Falkenberg / Robert Giertsen / Willy Gilbert / Halfdan Schjøtt / Trygve Schjøtt / Arne Sejersted